# Kevin Dillard
Kevin Andre Dillard (Homewood, 15 ottobre 1989) è un cestista statunitense naturalizzato albanese.
Nel febbraio 2016 è stato trovato positivo a un controllo anti-doping ed è stato sospeso per due mesi.